# 里尔高等电信工程师学院
里尔高等电信工程师学院（法語：Télécom Lille）是法国210所工程师学校之一，学校坐落于里尔一大校区，毗邻里尔市区。学校目前隶属于Mine-Telecom集团和里尔第一大学，Mine-Telecom集团和里尔一大参与制定学校的大体方向，例如学校的运作，学生培养计划等。同时，Telecom Lille也是法国北部里尔大学的成员之一。

## 教育
Telecom Lille是一所五年制工程师学校，区别于其他三年制工程师学校，学校除了INGE1、INGE2、INGE3三个年级外还有两个预备年级(Classes préparatoires)。